# Демонстрация гномов

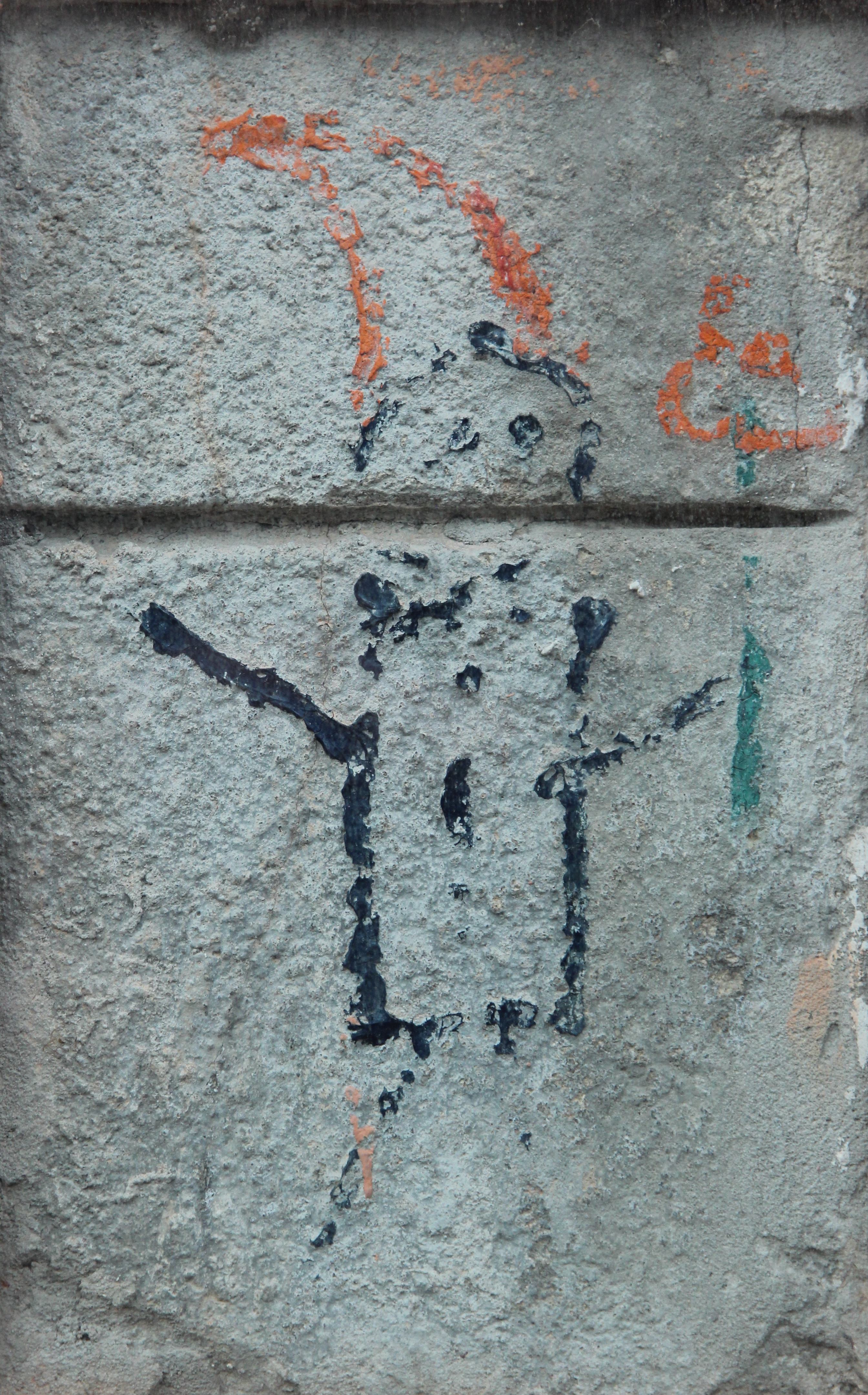
Граффити «Оранжевой альтернативы»

Гномы в ПНР (пол. Krasnoludki w PRL; Krasnale PRL-u), также «Краснолюдки на Свидницкой» (пол. Krasnoludki na Świdnickiej) — наиболее известная акция польского движения «Оранжевая альтернатива», возглавлявшаяся Вальдемаром Фидрихом (более известным под псевдонимом «Майор»). Состоялась во Вроцлаве 1 июня 1987 года.
Изначально образ гнома возник в граффити, которые активисты движения рисовали поверх замазанных милицией лозунгов. Обыгрывая марксистскую диалектику, они объясняли, что первичная надпись на стене — это некий тезис, его закрашивание — антитезис, а нарисованный поверх всего гном — синтез. По словам Фидриха, мысль рисовать гномов пришла ему в голову случайно, когда он увидел переодетого гномом массовика-затейника. Поскольку символ не нёс в себе никакой очевидной антикоммунистической нагрузки, милиция относилась к гномам с недоумением, не зная, нужно ли их замазывать.
Перед акцией 1 июня участники «Оранжевой альтернативы» распространяли в студенческих общежитиях листовки, написанные в духе сюрреализма. В них говорилось, что гномы-краснолюдки сыграли исключительно большую роль в мировой истории и что социализм высоко ценит идею гномов. Сообщалось также, что в Польше гномы — не редкость: их можно увидеть и в наши дни. Всех призывали прийти к трём часам дня на Свидницкую улицу (центр Вроцлава), по возможности в красной шапке.

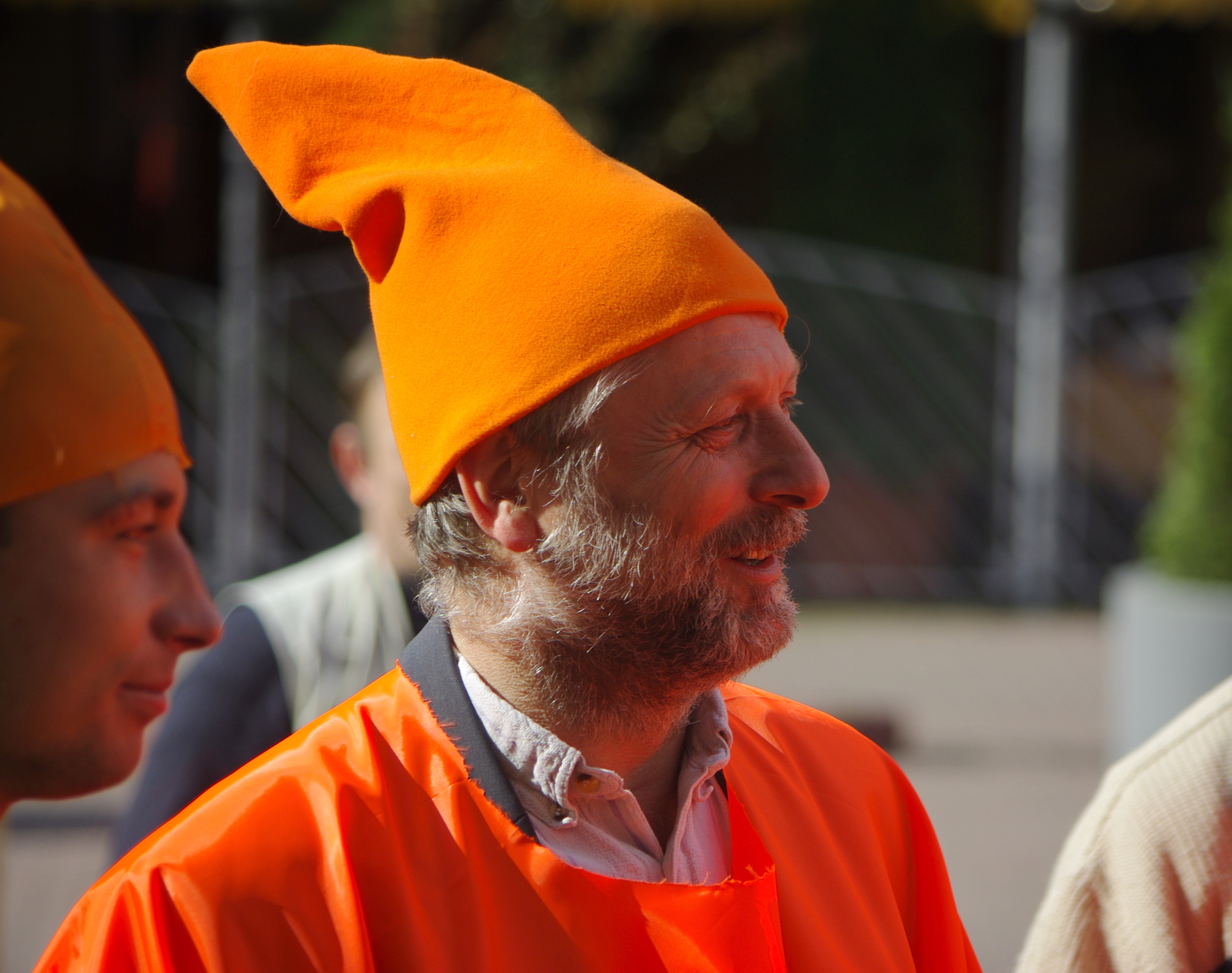
Вальдемар Фидрих в колпаке гнома (2009)

Готовясь к акции, Фидрих и его подруга изготовили около 200 красных шапок, которые впоследствии раздавали прохожим. Кроме того, в акции был задействован гном, нарисованный на доске в человеческий рост, с прорезью вместо лица, чтобы прохожие могли с ним фотографироваться.
К назначенному часу собралось довольно много людей. Мероприятие проходило под общее веселье, десятки гномов в красных шляпах танцевали и пели на городской площади. Один из «гномов» играл на гитаре, другой раздавал прохожим дефицитные в то время ириски-тоффи.
Демонстрация гномов стала первой из акций «Оранжевой альтернативы», в которой участники сознательно рассчитывали на вмешательство милиции. Фидрих предполагал, что милиционеры будут снимать с людей шапки, однако они повели себя иначе. Милицейское начальство через мегафон потребовало разойтись, а затем отдало своим сотрудникам приказ арестовывать гномов. Но на призыв милицейского руководства откликнулись не только стражи порядка, но и «гномы», заблаговременно вступившие в добровольный резерв гражданской милиции ORMO (Ochotnicza Rezerwa Milicji Obywatelskiej, подобие ДНД в СССР, в которую мог вступить любой желающий). Получив приказ арестовывать гномов, гномы из ORMO тут же нацепили повязки «дружинников» и принялись хватать друг друга и волочить к милицейским автозакам. Через некоторое время последние были полностью заполнены, в то время как у бортов машин стояли гномы, сильно обиженные нехваткой посадочных площадей, которые они требовали увеличить, продолжая при том крепко удерживать друг друга за шиворот.
Успех акции обеспечила её абсурдность. По словам Фидриха, «невозможно серьёзно относиться к полицейскому офицеру, который во время допроса спрашивает: „Почему вы приняли участие в незаконном митинге гномов?“». Кроме того, акция была абсолютно мирной: в ней не прозвучало ни одного политического лозунга, а в милиционеров бросали не камнями, а конфетами. Событие получило большой резонанс и стало одним из первых крупных успехов «Оранжевой альтернативы».
Ровно год спустя, то есть 1 июня 1988 года, «Оранжевая альтернатива» провела ещё одну подобную акцию на Свидницкой, под названием «Революция гномов» (пол. Rewolucja Krasnoludków). На этот раз в действе приняли участие около 10 000 человек.
В 2001 году на улице Свидницкой — там, где проходили обе демонстрации — был установлен памятник «Оранжевой альтернативе» в виде бронзового гнома. Впоследствии гномы стали одним из символов Вроцлава (см. «Вроцлавские гномы»).